# Taro Malcolm
Taro Malcolm (ur. 29 września 1983) – australijski judoka.
Brązowy medalista mistrzostw Oceanii w 2008. Mistrz Australii w 2008 roku.